# Ахмед-шах I
Ахмед-шах I (1389 — 1442)  — 3-й султан Гуджарату у 1411—1442 роках. Повне ім'я Насір ад-дун'я вад-дін Абул-Фатіх Ахмад-шах.

## Життєпис

### Молоді роки
Син Татар Хана. Народився 1389 року в Делі. У 1396 році разом з батьком перебрався до Гуджарату, де маліком (намісником) був дід Ахмеда — Музаффар-хан. 1403 року Татар Хан повалив останнього, оголосивши себе султаном під ім'ям Мухаммад-шах I, а свого сина Ахмеда призначив спадкоємцем. Проте 1404 року батько помер, а владу повернув дід. У 1408 році завдяки клопотанню Ахмеда було звільнено полоненого малавського султана Хошанг Шаха. Невдовзі очолив гуджаратські війська, що допомогли Хошанг Шаху повернути собі владу в Малавському султанаті.
Згідно з «Мірат-і-Ахмаді», Музаффар-шах I 1410 року зрікся трону на користь свого онука Ахмада через своє слабке здоров'я. Він помер через 5 місяців і 13 днів. Згідно з «Мірат-і-Сікандарі», 1411 року Ахмад за підтримки улемів здійснив заколот, поваливши діда. Потім змусив Музаффар-шах I випити отруту. Зайняв трон, прийнявши ім'я Ахмад-шах.

### Султанування

#### Приборкання повстань
Невдовзі повстав його стриєчний брат Муїд ад-Дін Фіруз-хан, малік Вадодари, об'єднавшись із Хісамом, нізам-уль-мульком Бгандарі. В битві біля Надіаді війська, вірні султану зазнали поразки. Джівандас, один із повстанців, запропонував піти на Патан, але оскільки інші відмовилися, виникла суперечка, у якій Джівандас був убитий, а решта домагалися та отримали прощення Ахмад-шаха. Фіруз-хан вирушив до Хамбхата, і там до нього приєднався Масті-хан (син Музаффар-шаха I), малік Сурату. Але їх тут швидко атакував Ахмад-шах I, змусивши заколотників втекти до Бхаруча, який було взято в облогу. Невдовзі військо Фіруз-хана повстало. Зрештою султан пробачив обом родичам.
26 лютого того ж року в містечку Ашавалі заснував свою столицю, яку назвав Ахмедабад. Нова столиця була зміцнена фортецею Бхадра. У 1413 році придушив повстання Аша, раджи бгілів, що загрожував новій столиці. 1414 року Муїд ад-Дін Фіруз-хан й Масті-хан знову повстали, їх підтримав Ранвал Бхалсур, раджа Ідару. Проти них султан відправив військо під командуванням Фатіх-хана, який завдав тим поразки. Але на бік Фіруз-хана перейшли Рукн Хан, малік Модаси (на північ від Ахмедабада), емір Бадрі-ули. Своєю чергою Ахмед-шах I оточив ворожий військовий табір в Модасі. При штурмі Бадрі-ула і Рукн Хан загинули, а Фіруз-хан й раджа Ранвал втекли до Наґору, де їх прийняв Шамс-хан Дандані (троюрідний стрийко султана). Останній вимушений був сплатити данину, після чого Ахмед-шах I повернувся до Ахмедабаду.
У 1414 році повстали військовики та сановники, яких підтримав малавський султан Хошанг Шах. До повстання до них приєдналися Джала Сатралджі, раджа Патді. 1415 року зумів поодинці завдати поразки повсталим та малавським військам, а також сплюндрував прикордонні землі Малави. Втім зберігалася загроза з боку Меліга Чудасами, раджи Саураштри, який відвоював місто Джунаґадх та надав прихисток повсталим на чолі із Джалою Сатралджі. У відповідь султанські війська здолали Мелігу біля Ванталі, а потім взяв в облогу Джунаґадх. Меліга невдовзі підкорився. 
За цим розпочав політику з ісламізації індуїстського населення. Для цього діяв економічно — було впроваджено джизью (податок на немусульман), військово-політично — час від часу руйнувалися храми індуїстів, на місці яких зводилися мечеті. Все це викликало невдоволення та спротив місцевих раджів.

#### Війна з Хандешом і Малавою
За цим атакував Малавський султанат. У відповідь Хошанг Шах вступив в союз з князівствами Ідар, Чампанер, Дхалод і Нандод. В цей час 1417 року втрутився в боротьбу за владу в Хандеському султанаті, виступивши проти Насір-хана Фарукі. Останнього підтримав Хошанг Шах. Але Ахмед-шах I захопив Насір-хана в місті Талнер. Натомість хандеський султан визнав зверхність Гуджарату. В цей час повстала коаліція раджей, але її було переможено в битві біля Модаси. 1418 року в битві біля Удджайну завдав поразки Хошанг Шаху, оточивши того в місті Манду. У 1419—1420 роках переміг інших ворожих раджів.
У 1420—1421 роках він почав будувати та ремонтувати форти й створювати військові форпости для зміцнення держави від нападів. У грудні 1421 року він виступив проти Мальви і взяв фортецю Месар. З березня 1422 року почав облогу Манду, скориставшись походом Хошанг Шаха до Калінги. Через 48 днів відступив до Удджайна. У вересні вирішив повернутися до Гуджарату. На шляху до нього в Сарангпурі посли Хошанг Шаха почали перемовини про мир, але вночі 26 грудня малавське військо раптово атакувало гуджаратське. Ахмед-шах I відбив напад, після чого взяв в облогу Хошанг Шаха в Сарангпурі. 7 березня 1423 року в новій битві гуджаратське військо знову здобуло перемогу, але не змогло повністю здолати ворога, тому султан повернувся до Ахмедабаду.

#### Війна з Бахмані
Зберігав мир з сусідами. 1425 року остаточно приборкав князівство Ідар. 1427 року на березі річки Хатматі звів місто Ахмаднагар. 1428 року остаточно переміг Пунджу, раджу Ідару. Потім султан повалив Харрая, сина Пунджи. У відповідь Канха, раджа Дунгарпура, закликав до вторгнення бахманідського султана Ахмад-шаха I. Але гуджаратські війська спочатки завдали поразки раджи, а потім у вирішальній битві на перевалі Манек-Пудж перемогли основні бахманідські сили.
1429 року недозволив бахманідському війську захопити важливий острів Магім біля узбережжя Конкан. 1430 року вдалося завдати поразки коаліції Бахмані й Хандешу. За умовами мирної угоди Ахмед-шах І отримав Тхане. 1431 року рушив на князівство Чампанер, але в цей час його володіння атакував Ахмад-шах I Бахмані, якого вдалося перемогти в битві біля Баглану. 1432 року підкорив решту дрібних князівства південного Раджастану — Делвада, Нагор, Бунді та Кота, які пограбував, зруйнувавши індуїстські храми. Боровся змеварським магараною Мокал Сінґхом.
Наступні 6 років зберігав загалом мир із сусідами. В цей період землеробство, ремісництво, торгівля, міста активно розвивалися. 1437 року виступив проти втручання Ахмад-шаха II Бахмані в справи Хандеського султанату. До 1439 року змусив останній знову визнати свою зверхність.
Помер Ахмед-шах I 1442 року. Його було поховано у мавзолеї Бадшах-но-Хаджіро поблизу Манек-Чоука в Ахмедабаді. Трон спадкував син Мухаммад-шах II.

## Будівництво

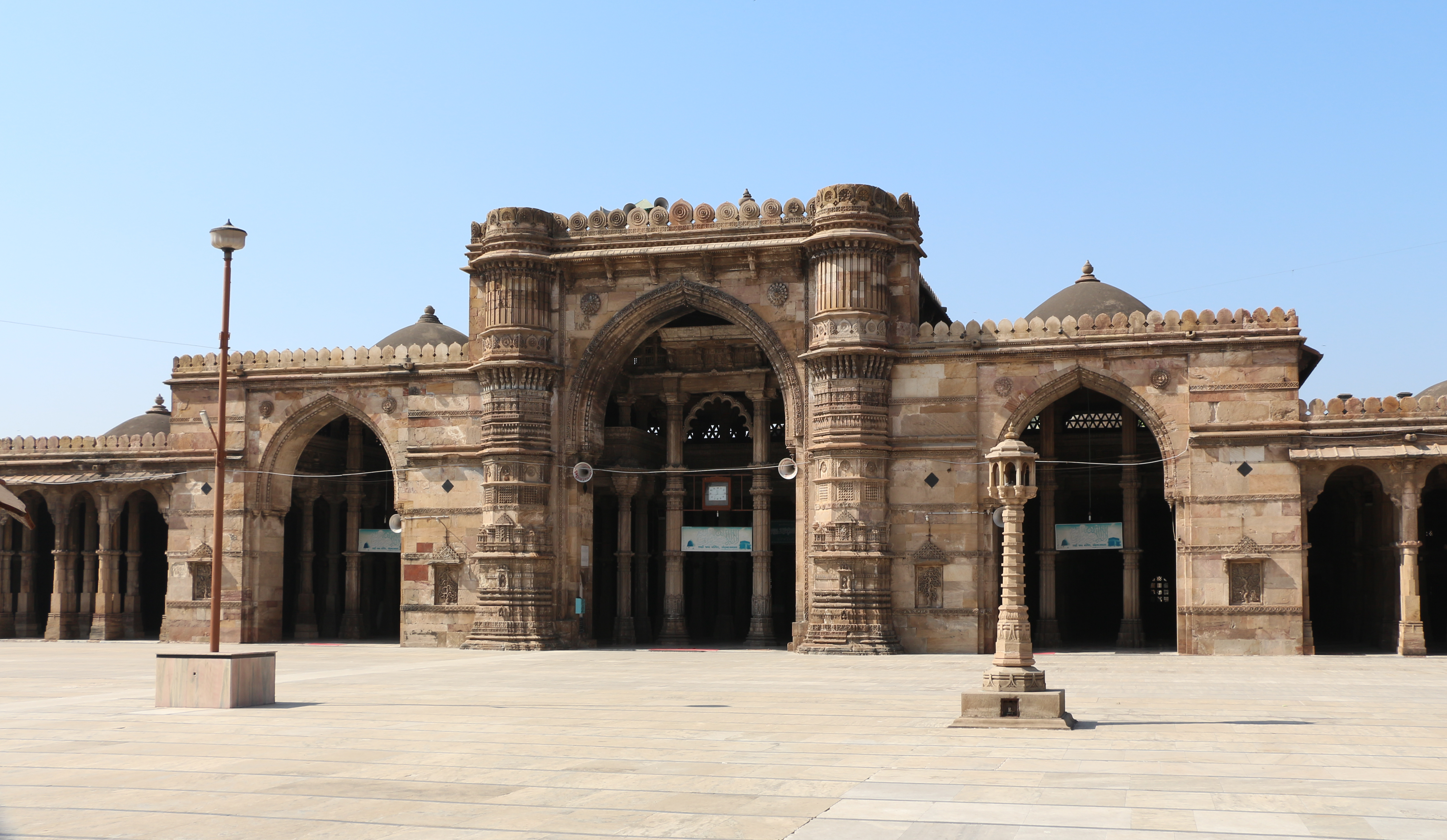
Мечеть Джама Масджид в Ахмедабаді

1415 року наказав зруйнувати храм Рудра Махалая в Сіддхпурі, а його західну частину перетворити на мечеть Джамі. 1424 року було завершено зведення мечетей Ахмад-шаха і Джама в Ахмедабаді.
1418 року побудував фортецю та мечеть в місті Санкхед; а також побудував стіну навколо міста Манґні. 1420 року зведено фортеці Даход на кордоні Малави та Джітпур у Лунаваді. У 1421 році — відремонтував фортецю у місті Кахрет, якому султан змінив назву на Султанпур.